# If I Were a Carpenter
«If I Were a Carpenter» («Если бы я был плотником») — кантри-песня, написанная Тимом Хардином.

## О песне
Автором песни стал американский фолк-музыкант Тим Хардин. Композиция исполнялась от лица известного рок-музыканта, который интересуется у девушки, любила бы она его так же, если бы он был простым рабочим. Считается, что на написание песни Хардина мог сподвигнуть неудачный брак с телевизионной актрисой Сьюзан Ярдли.
В 1966 году песня в исполнении американского певца Бобби Дарина находилась в «Топ 10» американских хит-парадов, достигнув 8-го места в США. Наряду с «Reason to Believe», композиция является одной из самых известных песен авторства Хардина. В дальнейшем его судьба сложилась незавидным образом: он увлёкся героином в шестнадцатилетнем возрасте, из-за наркотической зависимости потерял все сбережения и умер в возрасте тридцати девяти лет.
Впоследствии кавер-версии композиции исполняли многие известные музыканты, такие как Джоан Баэз, Джонни Кэш и Джун Картер, Боб Сигер, Chicken Shack, Леон Расселл, Роберт Плант, Долли Партон. В 2013 году вышел трибьют-альбом Хардина, содержащий готическую интерпретацию композиции британским дуэтом Smoke Fairies.